# توماس کاندیما
توماس کاندیما (استونیایی: Toomas Kandimaa؛ زادهٔ ۱۹ ژوئن ۱۹۷۵) بازیکن سابق و مربی اهل استونی است.
از باشگاه‌هایی که در آن بازی کرده‌است می‌توان به تیم بسکتبال دانشگاه تارتو اشاره کرد.